# Ace Steel
Chris Guy (25 de enero de 1973) es un luchador profesional estadounidense, más conocido por su nombre en el ring de Ace Steel. Es conocido por su participación en Ring of Honor y apariciones ocasionales para la World Wrestling Entertainment, así como su paso en el territorio de desarrollo con la Ohio Valley Wrestling y por All Elite Wrestling. Fue seis veces Campeón Mundial Peso Pesado de la ZCW.

## Carrera
Chris Guy se interesó por la lucha libre profesional después de ver American Wrestling Association muestra en el Anfiteatro Internacional cuando era niño. Debutó en octubre de 1991 después de un entrenamiento con la Windy City Pro Wrestling, y comenzó a usar el nombre de "Ace Steel".

### Ring of Honor
A principios de 2003, Steel se unió a Ring of Honor y reformó el Hatebreed junto a CM Punk. El 22 de marzo, Punk y Steel enfrentaron al enemigo de Punk, Raven y un estudiante de Steel, Colt Cabana, en una lucha en parejas.

### AEW (2022)
Durante la conferencia posterior al evento de Revolution, el presidente de All Elite Wrestling, Tony Khan, anunció que Ace estaba trabajando con AEW en el backstage. En el episodio del 31 de agosto del 2022 de AEW Dynamite, Steel hizo una aparición con una promoción exagerada en cámara para animar a CM Punk a firmar el contrato abierto para una revancha con Jon Moxley en All Out por el Campeonato Mundial de AEW. Steel aparecería en un segmento de entrada previo a la lucha con Punk en el evento.
Durante el escándalo mediático posterior al evento, CM Punk hizo varios comentarios insultando a Kenny Omega y The Young Bucks, entre otros. Esto llevó a una pelea entre bastidores entre Punk, Steel, Omega y los Young Bucks. Se informó que los Bucks y Omega entraron a la fuerza en el vestuario de Punk en un acalorado frenesí.  Como parte de los informes del altercado, se informó que Steel había mordido a Kenny Omega debido a que Omega intentó aplicar un estrangulador a Steel. Como resultado de una investigación oficial, Steel fue liberado por AEW el 18 de octubre del 2022. Según se informa, Steel entró en la habitación con la preocupación de que su esposa herida estuviera en peligro. No fue entrevistada para la investigación, lo que llevó a especular que era injusta y unilateral la investigación tras el despido.

## En lucha
- Movimientos finales
  - Spinal Shock / Twist of Cain[2] (Gory neckbreaker)
  - Steel Spike[2]  (Diving DDT)
  - Steel Kick (Backflip kick)
  - Steel Spike #2 (Arm over head for a suplex dropped into a  Lifting DDT)

- Movimientos de firma
  - Cross armbreaker[2]
  - Death valley driver
  - Diving dropkick[2]
  - Diving headbutt drop[2]
  - Gory special
  - Hangman's neckbreaker, sometimes followed into a DDT[2]
  - Seated inverted facelock
  - Reverse DDT
  - Running dropkick[2]
  - Snap suplex
  - Springboard leg drop
  - Suicide dive[2]
  - Swinging reverse STO

- Mánagers
  - Traci Brooks
  - Lucy Furr[8]
  - Mortimer Plumtree[9]
  - Dave Prazak[9]

- Luchadores entrenados
  - Brad Bradley
  - CM Punk[10]
  - Colt Cabana
  - Lita
  - "Scrap Iron" Adam Pearce
  - Riki Noga
  - Eric Priest

## Campeonatos y logros
- Independent Wrestling Association Mid-South
  - IWA Mid-South Light Heavyweight Championship (2 veces)[11]
  - Sweet Science Sixteen (2001)

- Interstate Promotions
  - Interstate 8 tournament (2003)[12]

- Steel Domain Wrestling
  - SDW Television Championship (1 vez)[12]

- St. Paul Championship Wrestling
  - SPCW Heavyweight Championship (1 vez)[12]
  - SPCW Northern States Light Heavyweight Championship (1 vez)[12]

- Mississippi Valley Wrestling Alliance
  - MVWA Missouri State Heavyweight Championship (1 vez)[12]

- World League Wrestling
  - WLW Tag Team Championship (2 veces)[12] – con Matt Murphy (1) y Superstar Steve (1)

- Zero Championship Wrestling
  - ZCW World Heavyweight Championship (6 veces)[12]

- Other titles
  - AWA Tag Team Championship (2 veces)[12] – con Danny Dominion
  - NWA Tag Team Championship (1 vez)[12] – con Danny Dominion